# ムセイオン静岡

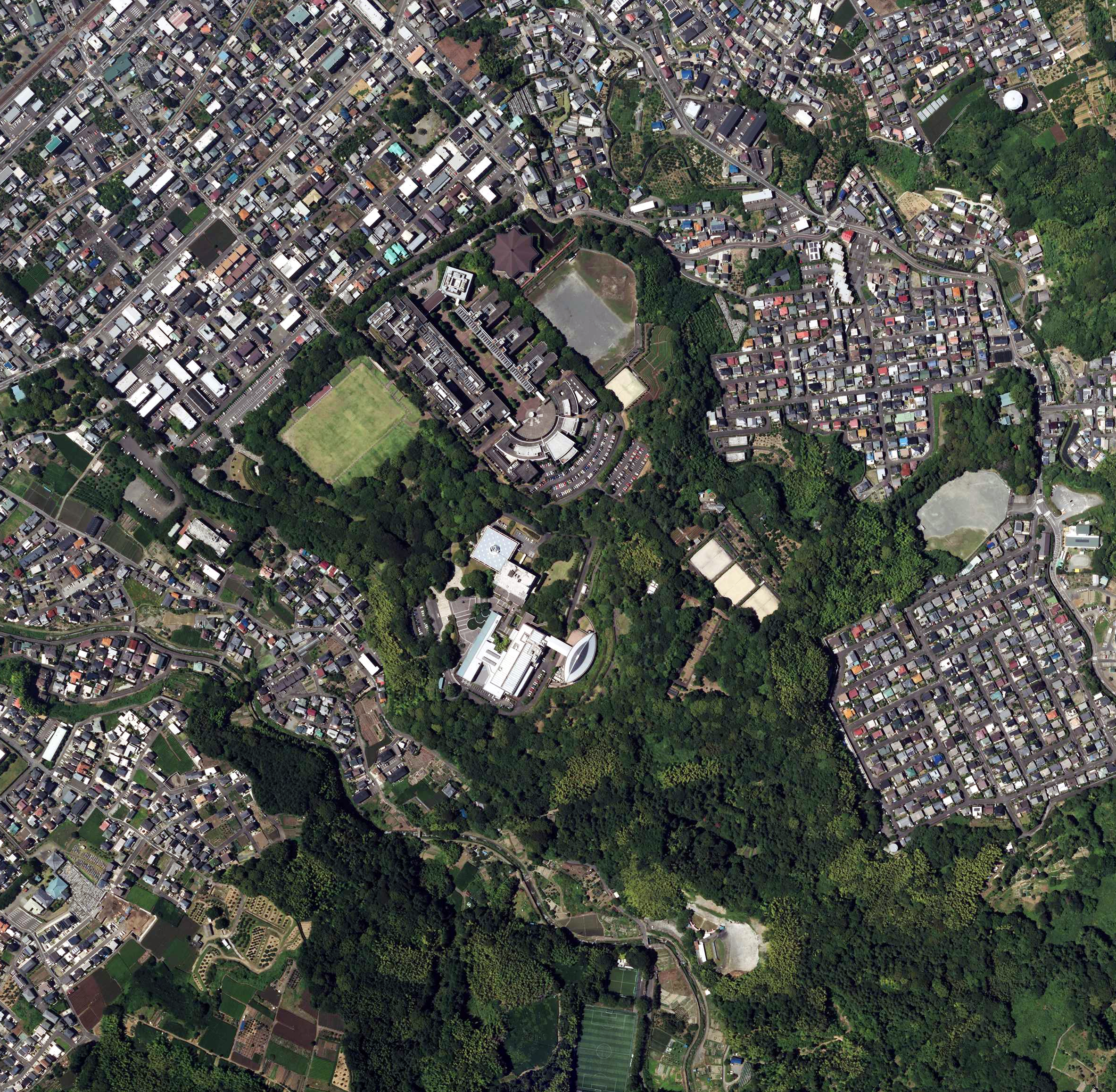
静岡県静岡市駿河区谷田の丘陵地の航空写真（2020年6月24日）。静岡県立大学、静岡県立中央図書館、静岡県立美術館が立ち並んでいる。かつては静岡県埋蔵文化財調査研究所も立地していた

ムセイオン静岡（ムセイオンしずおか、古代ギリシア語: Μουσείον Shizuoka、古代ギリシア語ラテン翻字: Mouseion Shizuoka）は、静岡県静岡市駿河区谷田周辺にある文化関連機関が行なっている自主協働プログラム。

## 概要
静岡県静岡市駿河区谷田の丘陵地を「文化の丘」と呼んで文化や情報を公開・発信している。ムセイオンとは、もともとは文化芸術の女神であるムーサの神殿のこと。やがて学堂という意味も持つようになり、英語のmuseumの語源になった。

## 参加機関
参加している教育文化機関は7つ。
- 静岡県立美術館
- 静岡県立大学
- 静岡県立中央図書館
- 静岡県埋蔵文化財センター
- 静岡県コンベンションアーツセンター
- 静岡県舞台芸術センター
- ふじのくに地球環境史ミュージアム

また、かつては下記の教育文化機関も参加していた。
- 静岡県埋蔵文化財調査研究所

## 活動
活動としては、各施設そのものや専門家による講義や講座や観劇、さらには散策マップの作成とそれに従った一般住民も参加できるハイキングを企画するなどしている。他にも、静岡県立大学ではムセイオン静岡の各施設の専門家を呼び学生に向けての講義や体験学習などを行なっている。

## 沿革
もともとは県立大学、県立美術館、県立中央図書館、埋蔵文化財調査研究所の４機関が平成18年5月から、意識改革や財源確保、文化発信のために谷田サミットと呼ばれる協議を年数回開いており、平成19年4月には住民なども参加できる文化の丘シンポジウムが開催されるなど、2006年頃から４機関は連携を強めていった。2009年3月には４機関が「文化の丘づくり事業推進に関する協定」を結び、そして2009年12月にムセイオン静岡という現在の体制になった。静岡県舞台芸術センターは2007年10月に、静岡県コンベンションアーツセンターは2009年7月に参加している。